# Municipio de Clinton (condado de Wayne, Iowa)
El municipio de Clinton (en inglés: Clinton Township) es un municipio ubicado en el condado de Wayne en el estado estadounidense de Iowa. En el año 2010 tenía una población de 76 habitantes y una densidad poblacional de 1,23 personas por km².

## Geografía
El municipio de Clinton se encuentra ubicado en las coordenadas 40°36′58″N 93°22′55″O / 40.61611, -93.38194. Según la Oficina del Censo de los Estados Unidos, el municipio tiene una superficie total de 61.77 km², de la cual 61,65 km² corresponden a tierra firme y (0,2 %) 0,12 km² es agua.

## Demografía
Según el censo de 2010, había 76 personas residiendo en el municipio de Clinton. La densidad de población era de 1,23 hab./km². De los 76 habitantes, el municipio de Clinton estaba compuesto por el 100 % blancos. Del total de la población el 1,32 % eran hispanos o latinos de cualquier raza.